# Ліза-Тереза Гаузер
Ліза-Тереза Гаузер (нім. Lisa Theresa Hauser; нар. 16 грудня 1993, Кіцбюель, Австрія) — австрійська біатлоністка, член збірної Австрії з біатлону, чемпіонка світу та медалістка чемпіонату світу. Призерка юніорських чемпіонатів світу та Європи. Учасниця зимових Олімпійських ігор 2014 року в Сочі. Учасниця та призерка етапів кубку світу з біатлону.
Золоту медаль чемпіонки світу Гаузер здобула на світовій першості 2021 року в словенській Поклюці в гонці із масовим стартом. На тому ж чемпіонаті Гаузер здобула також дві срібні медалі — в гонці переслідування та в змішаній естафеті.
За підсумками сезону 2020/21 року Гаузер поділила з Доротеєю Вірер малий кришталевий глобус у заліку індивідуальних гонок.

## Статистика кубка світу
У таблиці наведено статистику виступів біатлоніста в Кубку світу.
- Місця 1–3: кількість подіумів
- Чільна 10: кількість фінішів у першій десятці
- В очках: кількість виступів, на яких біатлоніст здобував очки
- Старти: кількість стартів
- Естафета: включно зі змішаною

| Місця                      | Індивід. | Спринт | Персьют | Мас-старт | Естафета | Разом |
| -------------------------- | -------- | ------ | ------- | --------- | -------- | ----- |
| 1                          |          |        |         |           | 1        | 1     |
| 2                          |          |        |         |           | 2        | 2     |
| 3                          |          |        |         |           |          |       |
| Чільна 10                  | 3        | 1      | 3       | 2         | 14       | 23    |
| В очках                    | 8        | 23     | 21      | 12        | 30       | 94    |
| Стартів                    | 10       | 29     | 24      | 14        | 31       | 108   |
| Станом на: 12 березня 2017 |          |        |         |           |          |       |

### Подіуми на етапах кубків світу
| Сезон     | Місце проведення     | Змагання      | Результат |
| --------- | -------------------- | ------------- | --------- |
| …         |                      |               |           |
| 2020–2021 | Антгольц-Антерсельва | Масстарт      | 3         |
| 2021–2022 | Естерсунд            | Індивідуальна | 2         |
| 2021–2022 | Естерсунд            | Спринт        | 2         |
| 2021–2022 | Естерсунд-2          | Спринт        | 1         |

### Олімпійські ігри
| Зимові олімпійські ігри | Зимові олімпійські ігри | Інд. гонка | Спринт | Переслідування | Масстарт | Естафета | Змішана естафета |
| Рік                     | Місце проведення        | Інд. гонка | Спринт | Переслідування | Масстарт | Естафета | Змішана естафета |
| ----------------------- | ----------------------- | ---------- | ------ | -------------- | -------- | -------- | ---------------- |
| 2014                    | Росія                   | 36         | 27     | 39             | –        | –        | 9                |
| 2018                    | Південна Корея          | 41         | 62     | –              | –        | –        | 10               |
| 2022                    | Пекін, Китай            | 17         | 4      | 7              | 11       | 9        | 10               |